# Tyczyn
Pour l’article homonyme, voir Tyczyn (Łódź).
Tyczyn est une ville de Pologne, située dans le sud-est du pays, dans la voïvodie des Basses-Carpates. Elle est le chef-lieu de la gmina de Tyczyn, dans le powiat de Rzeszów.